# UCI Coupe des Nations U23 2023
L'UCI Coupe des Nations U23 2023 est la 17e édition de l'UCI Coupe des Nations U23. Elle est réservée aux cyclistes de sélection nationales de moins de 23 ans. Elle est organisée par l'Union cycliste internationale et fait partie du calendrier des circuits continentaux. 
Trois épreuves sont au programme, auxquelles il faut ajouter le championnat du monde espoirs et les championnats continentaux espoirs,. Les championnats d'Europe espoirs, organisés exceptionnellement en septembre après les mondiaux, n'octroient aucun point pour cette saison. Finalement, les championnats d'Asie espoirs sont les seuls championnats continentaux incluent au calendrier.

## Résultats

### Épreuves
| Date       | Épreuve                                          | Pays        | Vainqueur      | Deuxième             | Troisième            | Leader (nations) |
| ---------- | ------------------------------------------------ | ----------- | -------------- | -------------------- | -------------------- | ---------------- |
| 27-28 mai  | Orlen Nations Grand Prix                         | Pologne     | Gal Glivar     | Davide Piganzoli     | Hannes Wilksch       | Slovénie         |
| 8-11 juin  | Course de la Paix-Grand Prix Jeseníky            | Tchéquie    | Antoine Huby   | Simon Dalby          | Davide De Cassan     | France           |
| 9 juin     | Championnat d'Asie du contre-la-montre espoirs   | Thaïlande   | Andrey Remkhe  | Ju Jinyang           | Muhammad Andy Royan  | France           |
| 11 juin    | Championnat d'Asie sur route espoirs             | Thaïlande   | Ruslan Aliyev  | Behzodbek Rakhimbaev | Abdulla Jasim Al-Ali | France           |
| 9 août     | Championnat du monde du contre-la-montre espoirs | Royaume-Uni | Lorenzo Milesi | Alec Segaert         | Hamish McKenzie      | France           |
| 12 août    | Championnat du monde sur route espoirs           | Royaume-Uni | Axel Laurance  | António Morgado      | Martin Svrček        | France           |
| 19-27 août | Tour de l'Avenir                                 | France      | Isaac Del Toro | Giulio Pellizzari    | Davide Piganzoli     | Italie           |

### Classement par nations
| #  | Pays            | Pts. |
| -- | --------------- | ---- |
| 1  | Italie          | 135  |
| 2  | France          | 121  |
| 3  | Portugal        | 70   |
| 4  | Grande-Bretagne | 69   |
| 5  | Espagne         | 59   |
| 6  | Danemark        | 55   |
| 7  | Belgique        | 52   |
| 8  | Mexique         | 51   |
| 9  | Slovénie        | 37   |
| 10 | Allemagne       | 37   |